# Стари надгробни споменици у Дренови
Стари надгробни споменици у Дренови (Општина Горњи Милановац) представљају значајан извор за проучавање генезе становништва овог места.

## Дренова
Село  Дренова налази се у јужном делу општине Горњи Милановац.  Граничи се са чачанском општином. Простире се са обе стране речице Дреновице, леве притоке Дичине.  Село је разбијеног типа и има шест заселака: Дуге њиве, Поља, Осећани, Столице, Шеварице и Рупе.  Дренова припада типу расељених и  обновљених села - крајем 18. и почетком 19. века на овде се населио већи број породица из Босне, околине Пријепоља и Нове Вароши. Насеље припада савиначкој црквеној парохији, а сеоска слава је Мали Спасовдан. У   Балканским и Првом светском рату село је дало 148 ратника, од којих је 92 погинуло, а 56 преживело рат.

## Сеоска гробља
У  Дренови постоје два сеоска гробља – гробље у Дреновици и Бели Камен (Бело гробље). 

### Гробље у Дреновици
Налази се у доњем делу села, према реци Дреновици. Гробље је велико, са знатним бројем типолошки разноврсних надгробника из 19. века.

### Гробље на Белом Камену
Налази се у горњем делу села.